# 동체착륙

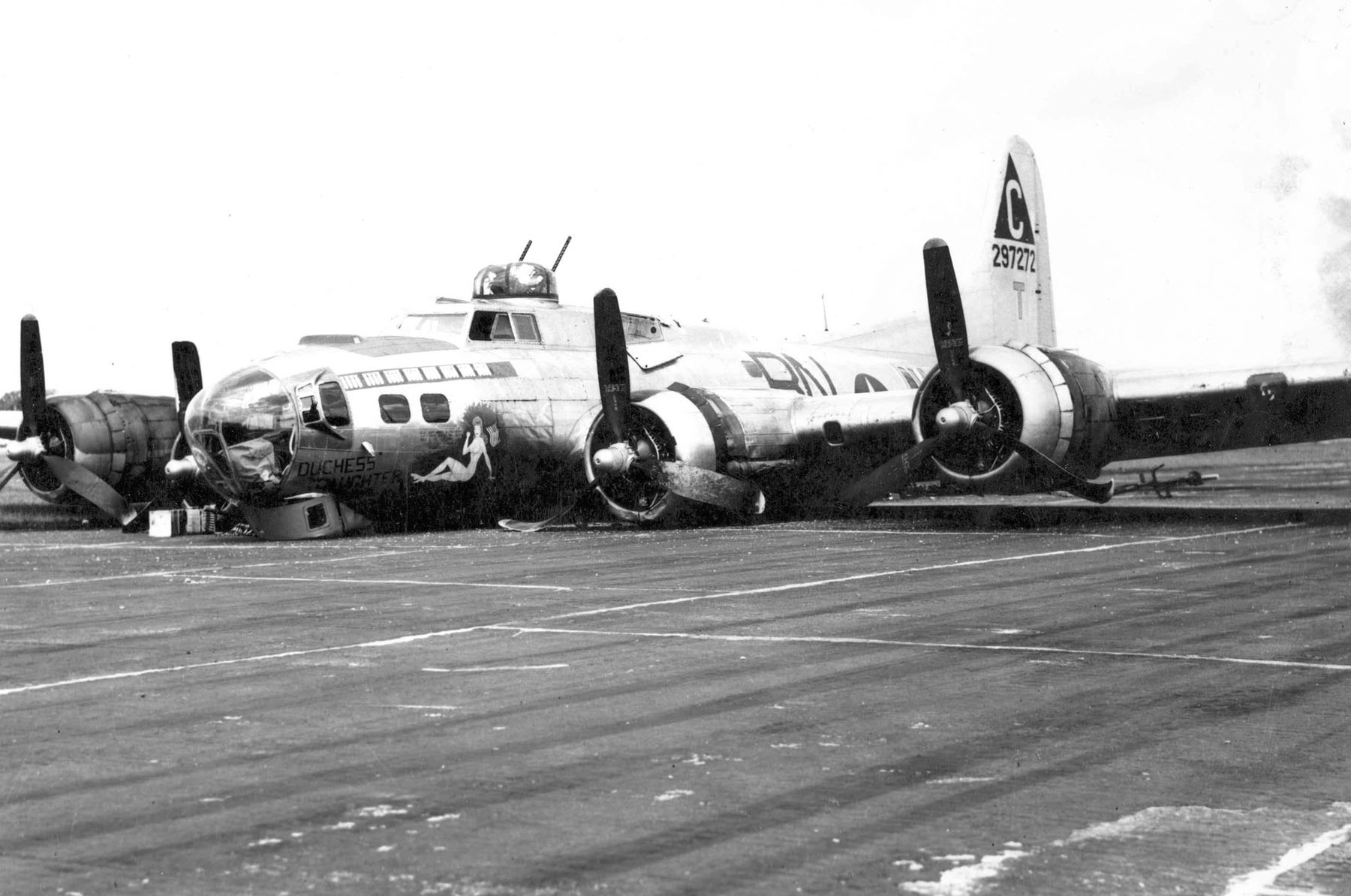
동체착륙

동체착륙(胴體着陸, 영어: belly landing)은 비상착륙의 일종으로 어떠한 이유로 인해 항공기가 동체로 착륙하는 것을 말한다.
동체착륙을 수행한 항공기는 하부가 심하게 긁힌다.

## 발생원인
착륙 시도중에 바퀴가 내려오지 않는 경우,또는 항공기의 유압에 문제가 생겨 항공기를 비상 착륙시켜야 하는데 착륙장치가 나오지 않는 경우에 수행한다.

## 같이 보기
- 대한항공 376편 동체착륙 사고
- 전일본공수 1603편 동체착륙 사고
- LOT 폴란드 항공 16편 동체착륙 사고
- 제주항공 2216편 활주로 이탈 사고